# Departamento de Iruya
El departamento de Iruya es un departamento ubicado en la provincia de Salta, Argentina.
Tiene una superficie de 3.515 km² y limita al norte con el departamento de Santa Victoria, al este y al sur con el departamento de Orán, y al oeste con la provincia de Jujuy.
Entre los poblados que encontramos en ella -todos en formaciones montañosas- encontramos la ciudad cabecera Iruya, Isla de Cañas y los poblados de San Isidro de Iruya y Pueblo Viejo.

## Localidades

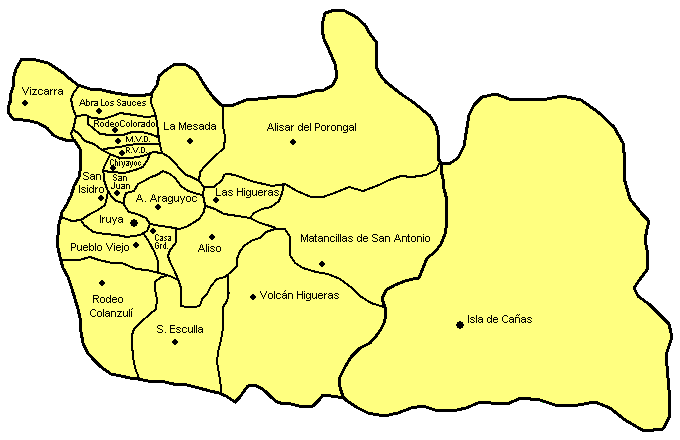
Departamento Iruya

- Colanzulí
- Chiyayoc
- Rodeo Colorado
- San Juan
- Volcán Higueras
- Río cortaderas
- Isla de Cañas

## Demografía
Según estudios del INDEC durante el censo argentino de 2010 la población del departamento fue de 5987 habitantes.
Para el censo 2022 el departamento registró 6118 habitantes. Esto representó un aumento en la cantidad de personas del 2,2%.Estos datos le valieron ser el 2º departamento con menor crecimiento poblacional de la provincia.
|           | 1869  | 1895    | 1914   | 1947    | 1960    | 1970    | 1980   | 1991    | 2001   | 2010  | 2022  |
| Población | 2.668 | 3.240   | 3.231  | 4.541   | 3.489   | 4.344   | 4.393  | 5.809   | 6.368  | 5987  | 6118  |
| Variación | -     | +21,43% | -0,27% | +40,54% | -23,16% | +24,50% | +1,12% | +32,23% | +9,62% | -6,0% | +2,2% |

Fuente: Instituto Nacional de Estadísticas y Censos, INDEC

## Defensa Civil

### Sismicidad
La sismicidad del área de Salta es frecuente y de intensidad baja, y un silencio sísmico de terremotos medios a graves cada 40 años.
- Sismo de 1930: aunque dicha actividad geológica catastrófica, ocurre desde épocas prehistóricas, el terremoto del 24 de diciembre de 1930 (94 años),[7] señaló un hito importante dentro de la historia de eventos sísmicos salteños, con 6,4 Richter. Pero nada cambió extremando cuidados o restringiendo códigos de construcción.[6]
- Sismo de 1948: el 25 de agosto de 1948 (76 años) con 7,0 Richter, el cual destruyó edificaciones y abrió numerosas grietas en inmensas zonas[7][6]
- Sismo de 2010: el 27 de febrero de 2010 (15 años) con 6,1 Richter